# Región Emprendedora Europea
Región Emprendedora Europea (REE) es un programa perteneciente al Comité de las Regiones de la Unión Europea. El proyecto nació en 2011 con la finalidad de reconocer y recompensar a las regiones europeas que muestren una estrategia destacada e innovadora en materia de emprendimiento, independientemente de las dimensiones, riqueza y competencias de la política local de dichas regiones. Las regiones que presentan el plan de futuro más creíble, avanzado y prometedor reciben la etiqueta «Región Emprendedora Europea» (REE) durante un año determinado, generalmente se concede la etiqueta del año durante el ejercicio anterior, para que disfruten del galardón durante todo el año natural.
El programa está instituido en cooperación con la Comisión Europea. Además, la etiqueta REE está respaldada por otras organizaciones de interés de la  UE como la UEAPME, Eurochambres y Social Economy Europe (otro programa de la Comisión Europea centrado en la Economía Social).

## Jurado del galardón
Para elegir las tres regiones premidas en cada año, se reúne un comité de doce miembros en representación de las siguientes instituciones:
| - Comité de las Regiones. - DG Política Regional de la Comisión Europea. - DG Mercado Interior, Industria, Emprendimiento y Pymes. | - DG Empleo, Asuntos Sociales e Inclusión. - Parlamento Europeo. - Comité Económico y Social Europeo. | - Eurochambres. - UEAPME. - Social Economy Europe. |

Cada una de ellas cuenta con un representante, salvo el Comité de las Regiones, que presenta 3 personas.

## Regiones galardonadas por año
A continuación se enlistan las regiones que han obtenido la etiqueta de Región Emprendedora Europea junto al año de obtención. Las regiones que se tienen en cuenta son las correspondientes a NUTS-2 (demarcaciones territoriales estadísticas de la UE, correspondientes generalmente a grupos de provincias).

Mapa con las regiones NUTS-2 de la UE ganadoras de la REE marcadas en azul.

| Año  | Regiones (País)                                    |
| ---- | -------------------------------------------------- |
| 2011 | Brandenburgo (Alemania)                            |
| 2011 | País de Kerry (Irlanda)                            |
| 2011 | Región de Murcia (España)                          |
| 2012 | Cataluña (España)                                  |
| 2012 | Helsinki-Uusimaa (Finlandia)                       |
| 2012 | Región de Trnava (Eslovaquia)                      |
| 2013 | Norte-Paso de Calais (Francia)                     |
| 2013 | Sudeste danés (Reino de Dinamarca)                 |
| 2013 | Estado de Estiria (Austria)                        |
| 2014 | Región Flamenca (Bélgica)                          |
| 2014 | Las Marcas (Italia)                                |
| 2014 | Provincia de Brabante Septentrional (Países Bajos) |
| 2015 | Lisboa (Portugal)                                  |
| 2015 | Irlanda del Norte (Reino Unido)                    |
| 2015 | Comunidad Valenciana (España)                      |
| 2016 | Región de Glasgow (Reino Unido)                    |
| 2016 | Lombardia (Italia)                                 |
| 2016 | Voivodato de Malopolska (Polonia)                  |
| 2017 | Extremadura (España)                               |
| 2017 | Estado de Baja Austria (Austria)                   |
| 2017 | Periferia de Grecia Occidental (Grecia)            |
| 2018 | Macedonia Central (Grecia)                         |
| 2018 | Región Nor-Occidental de Irlanda (Irlanda)         |
| 2018 | Isla de Francia (Isla de Francia)                  |
| 2019 | Principado de Asturias (España)                    |
| 2019 | Provincia de Güeldres (Países Bajos)               |
| 2019 | Periferia de Tesalia (Grecia)                      |
| 2020 | Comunidad Foral de Navarra (España)                |
| 2020 | Voivodato de Pomerania (Polonia)                   |
| 2020 | Gotemburgo (NUTS-2) (Suecia)                       |